# Hesperomeles
Hesperomeles je rod rostlin z čeledi růžovité. Jsou to stálezelené, trnité nebo beztrnné keře nebo stromy s jednoduchými střídavými listy a květy s pětičetným okvětím. Plodem je peckovice. Rod zahrnuje 11 druhů a je rozšířen v horských polohách Jižní Ameriky od Venezuely po Bolívii, jeden druh zasahuje i do hor Střední Ameriky. Význam je spíše okrajový. Některé druhy mají jedlé plody, slouží jako palivo nebo jsou využívány v domorodé medicíně.

## Popis
Zástupci rodu Hesperomeles jsou vesměs stálezelené, trnité nebo beztrnné keře nebo malé stromy. Listy jsou jednoduché, střídavé, celokrajné nebo více či méně zubaté, pouze na dlouhých výhonech. Palisty jsou drobné a opadavé. Květy jsou pravidelné, oboupohlavné, s češulí, uspořádané ve vrcholových květenstvích s hojnými úzkými listeny. Kalich je vytrvalý, zakončený 5 zuby. Korunní lístky jsou bílé nebo růžové. Tyčinek je větší počet (10 až 20). Gyneceum je apokarpní, spodní, složené ze 4 až 6 pestíků, které jsou navzájem nesrostlé, avšak hřbetní částí přirostlé k češuli. Každý pestík obsahuje po 1 vajíčku. Plodem je drobná, max. 1 cm velká malvice (někdy označovaná za peckovici).

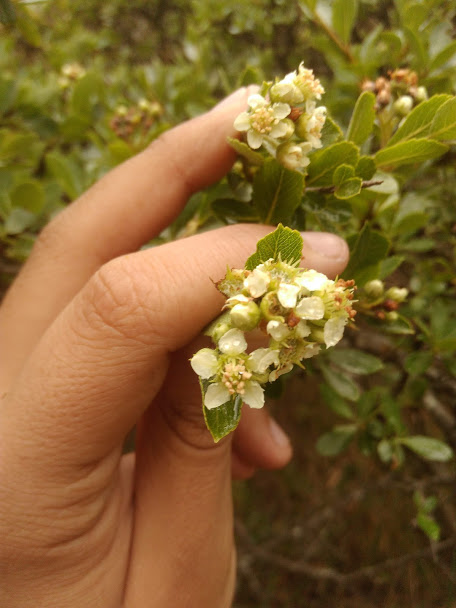
Květy Hesperomeles obtusifolia
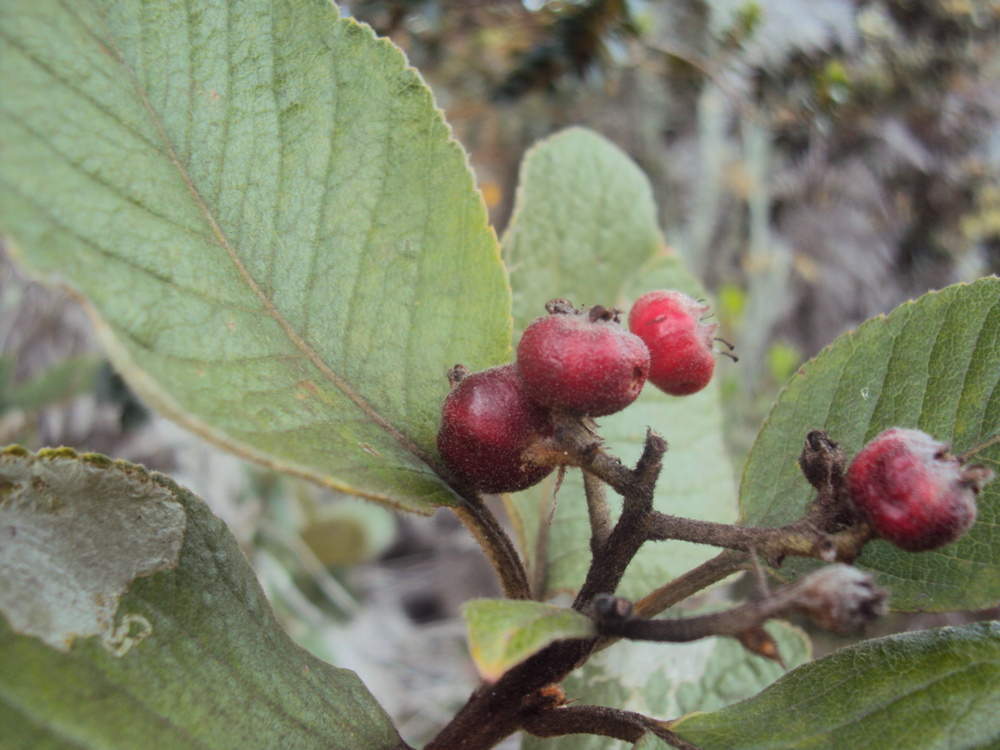
Plodící Hesperomeles ferruginea

## Rozšíření
Rod Hesperomeles zahrnuje 11 druhů. Je rozšířen v horských oblastech Jižní Ameriky od Venezuely přes Kolumbii a Peru po Bolívii.
 Druh Hesperomeles obtusifolia (syn. H. heterophylla) je uváděn i z Kostariky a Panamy. Většina druhů má relativně malé rozšíření, omezené na jeden nebo dva státy. Rozsáhlejší areál má v oblasti And pouze Hesperomeles ferruginea a H. obtusifolia. Jsou to horské rostliny, rostoucí v nadmořských výškách nad 2000 metrů. Vyskytují se v alpínském biotopu nad horní hranicí lesa, známém jako páramo, v andských polylepisových lesích a v horských mlžných lesích.
Některé druhy mohou v porostech andských trpasličích lesů i dominovat, např. Hesperomeles lanuginosa v některých oblastech kolumbijských And (Cordillera Central, Páramo of Barragán).

## Taxonomie
Rod Hesperomeles je v rámci čeledi Rosaceae řazen do podčeledi Amygdaloideae, tribu Maleae a podtribu Malinae. Podle výsledků fylogenetických studií patří mezi blízce příbuzné rody rod Crataegus a Mespilus.

## Význam
Hospodářský význam je spíše okrajový.
Plody některých druhů (např. H. ferruginea) jsou jedlé. Nálev z H. obtusifolia je používán při onemocněních ledvin, jater a trávicího traktu. Dřevo slouží jako palivo a vyrábějí se z něj držadla k nástrojům. Rod není uváděn ze sbírek žádné české botanické zahrady.